# Leśnica
Leśnica (německy Leschnitz, v letech 1936–1945 Bergstadt) je město v jižním Polsku v Opolském vojvodství v okrese Strzelce, sídlo stejnojmenné gminy. Leží na historickém území Horního Slezska v nejzápadnější části Slezské vysočiny. Sousedí na západě se Zdzieszowicemi a na severu s Horou Svaté Anny (Góra Świętej Anny). V roce 2024 zde žilo 2 546 obyvatel. Při posledním sčítání lidu (2011) se jich 25,7 % hlásilo k německé národnosti a město je od roku 2006 oficiálně dvojjazyčné.

## Historie
Leśnica je považována za jedno z nejstarších měst ve Slezsku. Městská práva jí udělil Kazimír I. Opolský v roce 1217.
Sdílela osud Opolského knížectví, potažmo v letech 1313–1460 Střeleckého, tedy byla až do roku 1742 součástí Zemí Koruny české. Po první slezské válce připadla Prusku a na území německého státu (Německého císařství, Výmarské republiky, nacistického Německa) se nacházela až do roku 1945, kdy byla připojena k socialistickému Polsku.
V roce 1429 byla vypálena husitskými vojsky Prokopa Holého během jejich tažení do Slezska (viz spanilá jízda).
V 19. století došlo k rozdělení Leśnice na čtyři správní jednotky: městskou obec Stadtgemeinde Leschnitz tvořenou historickým jádrem, venkovskou obec Landgemeinde Ksienzowiesch (později Freidorf) zahrnující západní předměstí nyní polsky nazývané Księża Wieś, svobodné fojtství Freivogtei Leschnitz a statek Gutsbezirk Leschnitz Freivogtei. Do jednoho celku byly opět sloučeny v roce 1935.
V hornoslezském plebiscitu v březnu 1921 se 78,9 % obyvatel (dohromady ve všech správních jednotkách) vyslovilo pro setrvání v Německu. Brzy nato se oblast Hory Svaté Anny stala jedním z hlavních bojišť třetího hornoslezského povstání (viz bitva u Annabergu) a Leśnica byla na několik týdnů obsazena propolskými povstalci.  
V rámci nacistické kampaně za odstranění zeměpisných názvů slovanského původu došlo v roce 1936 k dočasnému přejmenování městečka na Bergstadt (doslova Horské město).
Jakožto součást etnicky smíšeného opolského regionu nebyla Leśnica po druhé světové válce podrobena důslednému odsunu autochtonní německé populace a v 90. letech se stala střediskem aktivit německé menšiny a baštou její politické reprezentace Mniejszość Niemiecka – Deutsche Minderheit. K německé národnosti se hlásilo v roce 2002 28,17 % (včetně národností slezské a neuvedené činil podíl národností jiných než polská 35,6 %) a v roce 2011 25,7 % obyvatel. Roku 2006 byla zavedena dvojjazyčnost.
V roce 2000 byl zastaven provoz na železniční trati Kandřín-Kozlí – Leśnica – Strzelce Opolskie vybudované ve 30. letech 20. století.

## Osobnosti
- Theodor Aufrecht (1822–1907), německý indolog

## Galerie

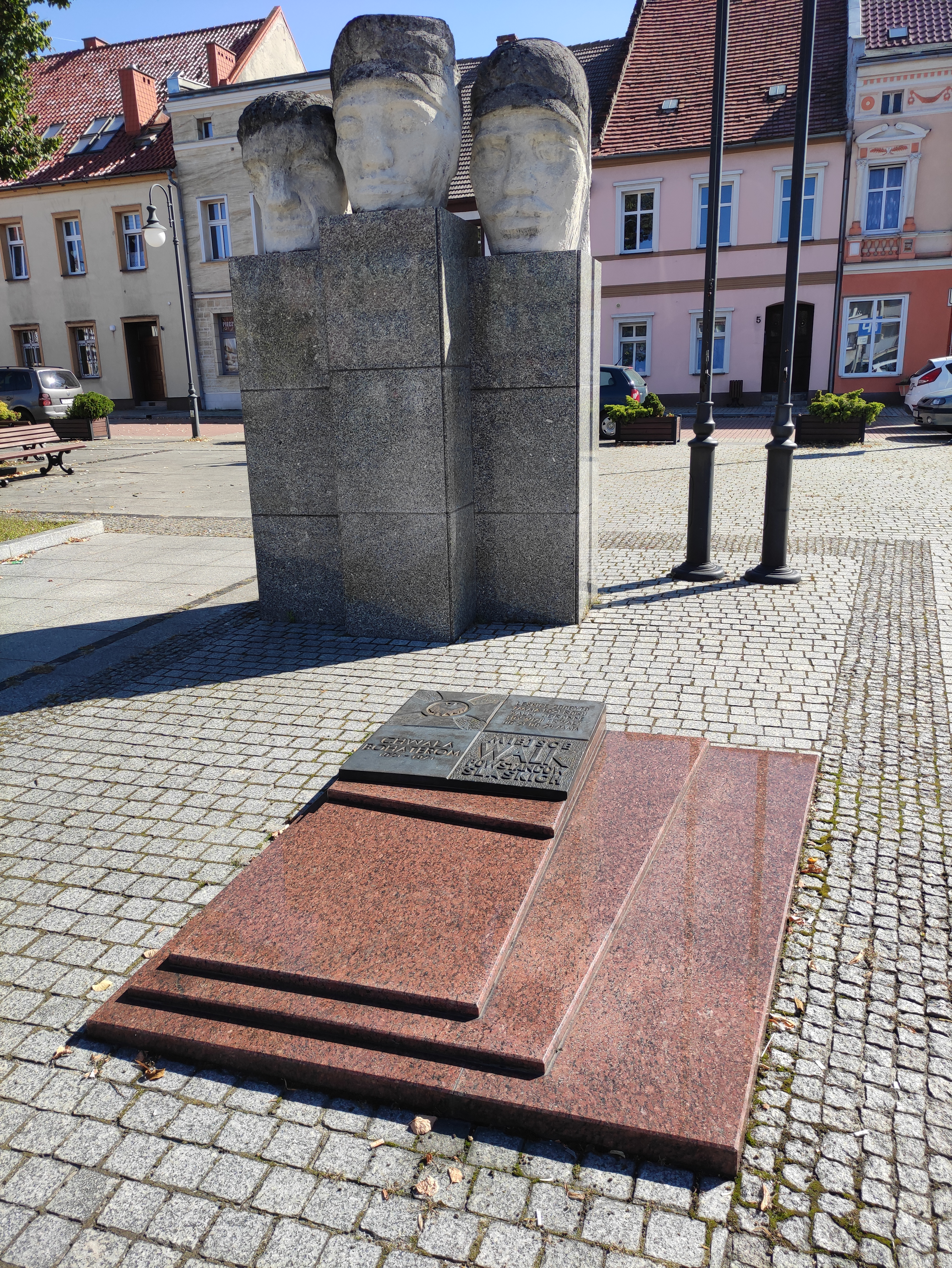
Pomnik Powstańców Śląskich (Pomník slezských povstalců)
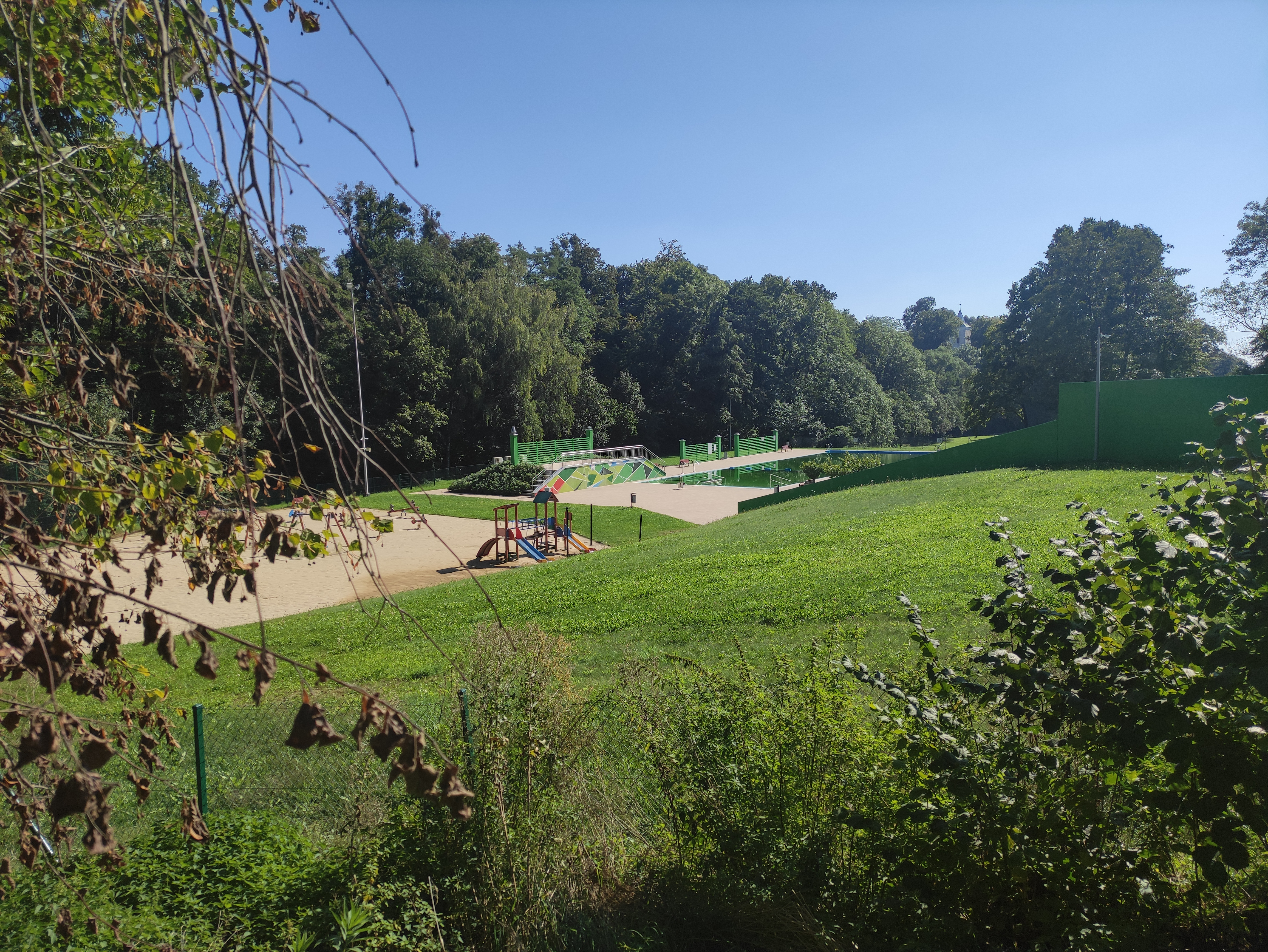
Plovárna v Leśnici
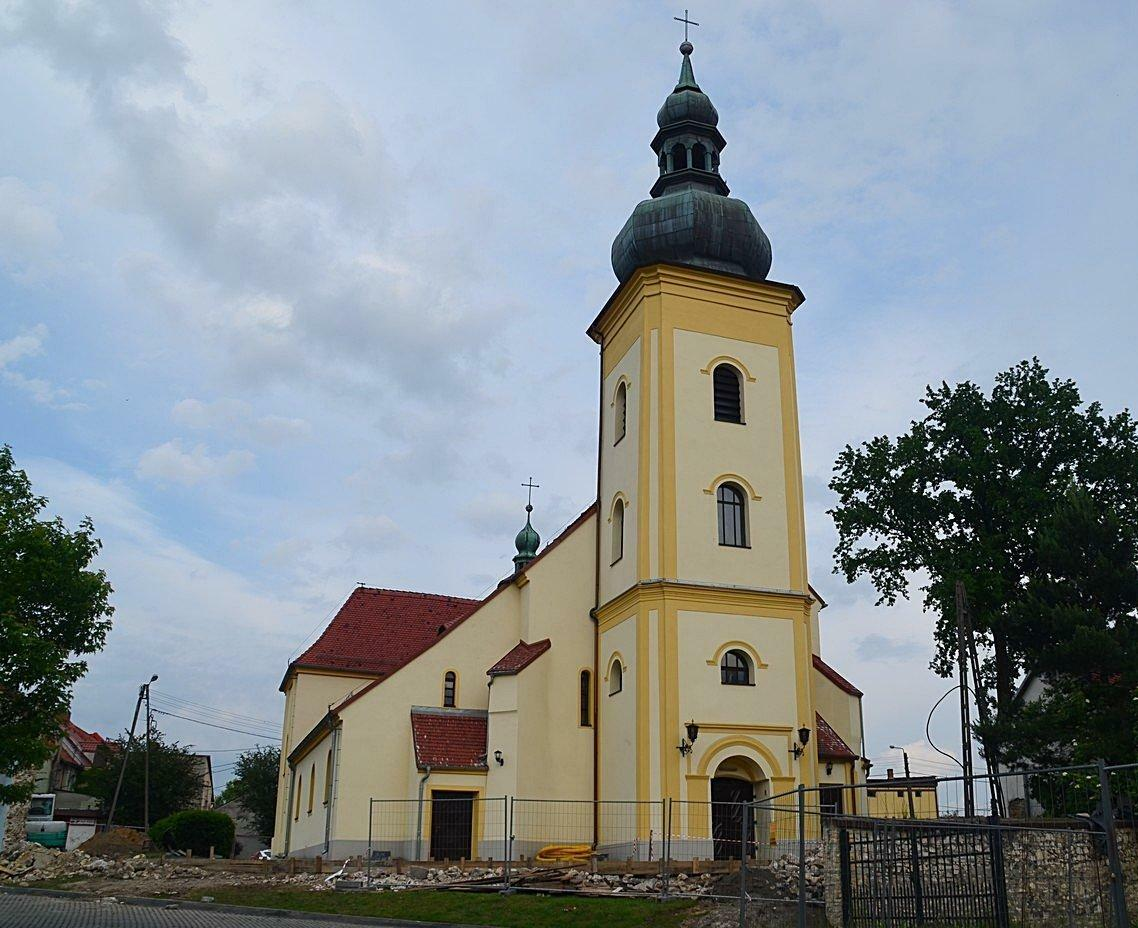
Kostel sv. Trojice